# Фрэз, Илья Абрамович
Илья́ Абра́мович Фрэ́з (настоящая фамилия Рабинович; 20 августа [2 сентября] 1909, Рославль, Смоленская губерния, Российская империя — 22 июня 1994, Москва, Россия) — советский кинорежиссёр, сценарист. Народный артист СССР (1989). Лауреат Государственной премии СССР (1974).

## Биография
Илья Фрэз родился 20 августа (2 сентября) 1909 года в Рославле.
Когда ему исполнилось двенадцать лет, умерла мать; вскоре погиб брат. Отец женился второй раз.
По совету друзей в 1926 году уехал в Москву поступать в Государственный техникум кинематографии (ныне Всероссийский государственный университет кинематографии имени С. А. Герасимова). Однако первая попытка стать актёром оказалась неудачной.
Уехал в Ленинград, где устроился на завод фрезеровщиком, по вечерам участвовал в спектаклях Ленинградского театра рабочей молодёжи (ЛенТРАМ).
В 1928 году поступил в Ленинградский техникум сценических искусств (ныне — Российский государственный институт сценических искусств) в актёрскую группу на киноотделение, возглавляемое Григорием Козинцевым.
В 1931 году начал работать ассистентом режиссёра на киностудии «Ленфильм» у Григория Козинцева и Леонида Трауберга. Первым фильмом, в работе над которым он принимал участие, стал фильм «Одна». В 1932 году окончил киноотделение, а в 1935 — режиссёрское отделение этого учебного заведения, мастерская Б.М. Дмоховского. Высшую школу обучения, как вспоминал Илья Фрэз, он прошёл, работая с Григорием Козинцевым и Леонидом Траубергом над трилогией о Максиме (1934—1938).
Осенью 1941 года был эвакуирован вместе с киностудией из блокадного Ленинграда в Алма-Ату.
В 1943 году в процессе съёмок фильма о Зое Космодемьянской режиссёра Лео Арнштама перешёл на киностудию «Союздетфильм» (с 1948 года — Киностудия им. М. Горького). Его первыми самостоятельными режиссёрскими работами стали фильмы «Слон и верёвочка» и «Первоклассница», после которых на волне «борьбы с космополитизмом» его уволили со студии.

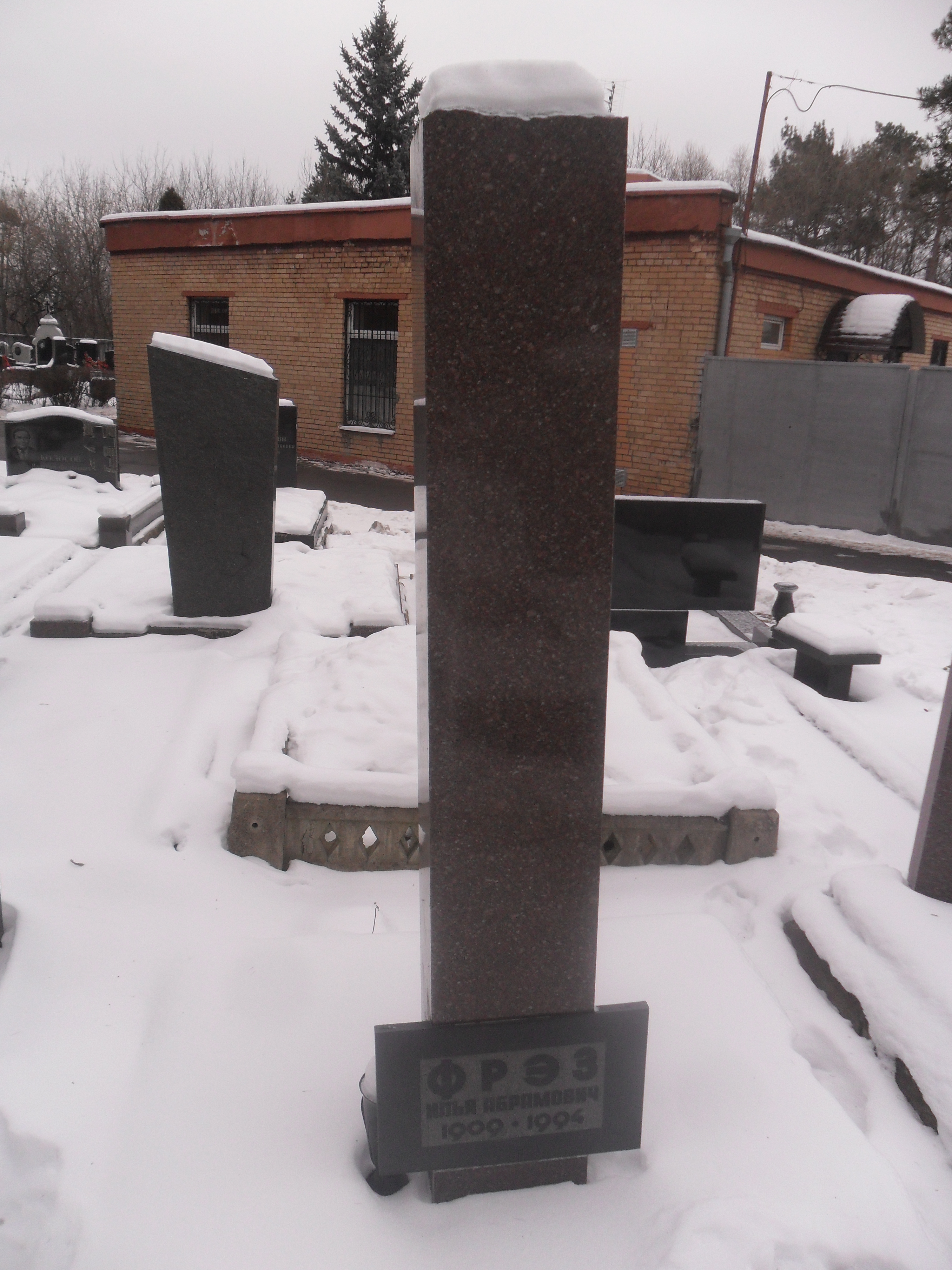
Могила Ильи Фрэза

В 1948—1953 годах работал на Киевской и Московской студиях научно-популярных фильмов.
В 1953 году возвратился на киностудию имени М. Горького, где работал до последних лет своей жизни.
Фрэз уже в середине 1950-х годов стал одним из ведущих советских режиссёров, снимавших фильмы о детях и подростках, которому равно удавались и комедийные ленты о детях и для детей, и произведения с серьёзной драматической фабулой, посвящённые теме взросления и столкновения со взрослым миром. Международную известность ему принёс фильм «Я купил папу» («Dimka»). С большим интересом зрители встретили вышедшую в 1967 году картину «Я вас любил…», затрагивающую тему подростковой влюблённости, а лирический фильм «Чудак из пятого «Б»», раскрывающий сложный внутренний мир двенадцатилетнего героя, оказался одним из лучших в творчестве режиссёра. До сих пор пользуется популярностью сказочная комедия «Приключения жёлтого чемоданчика», отмеченная интересными актёрскими работами Т. И. Пельтцер и Е. А. Лебедева; также это был первый цветной фильм Фрэза — все свои предыдущие картины режиссёр снимал на чёрно-белую плёнку.
В 1971—1972 годах руководил режиссёрской мастерской на Высших курсах сценаристов и режиссёров.
Мягким юмором и лиризмом отличаются фильмы «Вам и не снилось…» и «Карантин», снятые режиссёром по произведениям Г. Н. Щербаковой в первой половине 1980-х годов. В ряде случаев выступал и как соавтор сценариев к своим фильмам.
Член Союза кинематографистов СССР.
Скончался на 85-м году жизни 22 июня 1994 года в Москве. Похоронен на Кунцевском кладбище.

### Семья
Отец, Абрам Шмуйлович Рабинович, служил в лесничестве, мать — Перла Юдовна Рабинович, занималась домашним хозяйством, однако театральным увлечениям своих пятерых детей они не препятствовали. Старший брат Григорий Рабинович (сценическое имя Цви Рафаэль, 1898—1984) в 1918—1924 годах был актёром еврейского театра «Габима» (позже киноактёром в Израиле), сестра Софья Рабинович (в замужестве Бирбровер), ученица Айседоры Дункан, участвовала в представлениях, организуемых известной танцовщицей. Младший брат Александр Абрамов впоследствии стал режиссёром на киностудии «Ленфильм».
Первая жена (1933—1941) — Нина Кононова. Дочь — Алла Фрэз (род. 1934).
Вторая жена (1943—1946) — Галина Водяницкая (1918—2007), актриса театра и кино.
Третья жена (1947—1994) — Светлана Георгиевна Барто (1925—2020), артистка оперетты. Сын — Илья Фрэз (род. 1952), оператор и режиссёр.

## Награды и звания
- Заслуженный деятель искусств РСФСР (1968)
- Народный артист РСФСР (1982)
- Народный артист СССР (1989)
- Государственная премия СССР (1974)
- Два ордена Трудового Красного Знамени
- ВКФ (Первая премия за лучший фильм для детей и юношества, Почётные грамоты и медали ЦК ВЛКСМ, фильм «Я вас любил…», Ленинград, 1968)
- МКФ в Венеции фильмов для детей и юношества (Диплом жюри, фильм «Я вас любил…», 1968)
- МКФ в Москве (Приз Министерства просвещения СССР, фильм «Я вас любил…», 1969)
- МКФ в Венеции фильмов для детей и юношества (Серебряная медаль и Почётный диплом жюри «Сильдак», фильм «Приключение жёлтого чемоданчика», 1971)
- МКФ в Тегеране (Специальный диплом детского жюри, фильм «Приключение жёлтого чемоданчика», 1971)
- Приз ЦК ВЛКСМ «Алая гвоздика» за лучший фильм года для детей и юношества (фильм «Чудак из пятого „Б“», 1972)
- ВКФ (Приз за лучший фильм для детей, фильм «Чудак из пятого „Б“», Алма-Ата, 1973)
- МКФ фильмов для детей и юношества в Хихоне (Приз детского жюри «Золотой лучник», Приз жюри Ассоциации кинодраматургов и писателей Испании, Премия жюри испанского Центра для детей и юношества, фильм «Чудак из пятого „Б“», 1973)
- МКФ детских фильмов в Панаме (Главный приз, фильм «Это мы не проходили», 1976)
- ВКФ (Второй приз за фильм для детей и юношества, фильм «Вам и не снилось…», Вильнюс, 1981)
- Лучший фильм 1981 года по опросу журнала «Советский экран» — фильм «Вам и не снилось…» (1981)
- МКФ детского фильма, проходившего в рамках фестиваля неореалистического кино в Авелино, Италия (Приз «Золотое плато», фильм «Карантин», 1984)

## Фильмография
- 1934 — Юность Максима (помощник режиссёра)
- 1937 — Возвращение Максима (ассистент режиссёра)
- 1938 — Выборгская сторона (ассистент режиссёра)
- 1939 — Станица Дальняя (второй режиссёр)
- 1944 — Зоя (второй режиссёр)
- 1955 — К новому берегу (второй режиссёр)

### Режиссёр
- 1945 — Слон и верёвочка
- 1948 — Первоклассница
- 1955 — Васёк Трубачёв и его товарищи
- 1957 — Отряд Трубачёва сражается
- 1959 — Необыкновенное путешествие Мишки Стрекачёва
- 1960 — Рыжик
- 1962 — Я купил папу
- 1966 — Путешественник с багажом
- 1967 — Я вас любил…
- 1970 — Приключения жёлтого чемоданчика
- 1972 — Чудак из пятого «Б»
- 1975 — Это мы не проходили
- 1977 — Хомут для Маркиза
- 1980 — Вам и не снилось…
- 1983 — Карантин
- 1985 — Личное дело судьи Ивановой

### Сценарист
- 1957 — Отряд Трубачёва сражается (в соавторстве с В. А. Осеевой)
- 1965 — Путешественник с багажом (в соавторстве с В. К. Железниковым)
- 1970 — Приключения жёлтого чемоданчика (в соавторстве с С. Л. Прокофьевой)
- 1975 — Это мы не проходили (в соавторстве с М. Г. Львовским)
- 1980 — Вам и не снилось… (в соавторстве с Г. Н. Щербаковой)

### Участие в фильмах
- 1986 — Илья Фрэз и его фильмы (документальный)
- 2009 — Илья Фрэз (из телевизионного документального цикла «Острова») (к 100-летию со дня рождения кинорежиссёра)

## Писатель
- Во второй половине 1940-х годов писателем Евгением Шварцем в соавторстве с Ильёй Фрэзом была написана детская повесть «Наш завод», вышедшая в издательстве «Детгиз» в 1949 году.